# كونين (بولندا)
كونين [kɔɲin] هي مدينة في وسط بولندا، على نهر وارتا. وهي عاصمة مقاطعة كونين ويقع داخل بولندا الكبرى. قبل عام 1999، كانت عاصمة كونين فويفود (1975-1998). في عام 2006، كان عدد السكان 81233

## توأمة
لكونين (بولندا) اتفاقيات توأمة مع كل من:
- ويكفيلد
- ويكفيلد [الإنجليزية]‏
- Ungheni [الإنجليزية]‏
- هيرنه
- بريانسك (2003 - )[9]
- آكميني
- تشيرنوفتسي (3 مايو 1994 - )[10]
- دوبل
- هينان بومونت
- Karlovo [الإنجليزية]‏
- سانتا سوزانا
- سوندسفال
- Joniškis [الإنجليزية]‏

## أعلام
- مارسين سابا
- كريستيان بيليك
- جوليوس فروم
- جوزيف ليفاندوفسكي
- مارسين كامينسكي